# Toki o kakeru shōjo
Toki o kakeru shōjo (japanska: 時をかける少女; "Flickan som hoppade genom tiden"; engelsk titel: The Girl Who Leapt Through Time?) är en japansk animerad film från 2006. Filmen regisserades av Mamoru Hosoda, efter ett manus av Satoko Okudera, och producerades på Madhouse. Historien är en fri fortsättning på Yasutaka Tsutsuis ungdomsroman med samma namn från 1971. De delar grundkonceptet med en tonårsflicka som får förmågan att resa i tiden, men filmen kretsar delvis kring andra personer än i boken.
Huvudperson är Makoto Konno, en tonåring som av en slump får en mystisk kraft. Hon får av sin moster Kazuko Yoshima – huvudpersonen i originalberättelsen – veta att hon kan resa i tiden. Makoto börjar nu använda sin nyvunna förmåga för att lösa diverse vardagsproblem.
Filmen, som även är känd via kortformen Tokikake, hade biopremiär 15 juli 2006. Den har fått motta ett antal filmpriser, inklusive Japanska filmakademins pris för Årets bästa film. Filmen har inte visats i svensk version, men januari/februari 2014 presenterade Cinemateket filmen i en engelsktextad version på tre svenska orter.

## Handling och roller

### Översikt

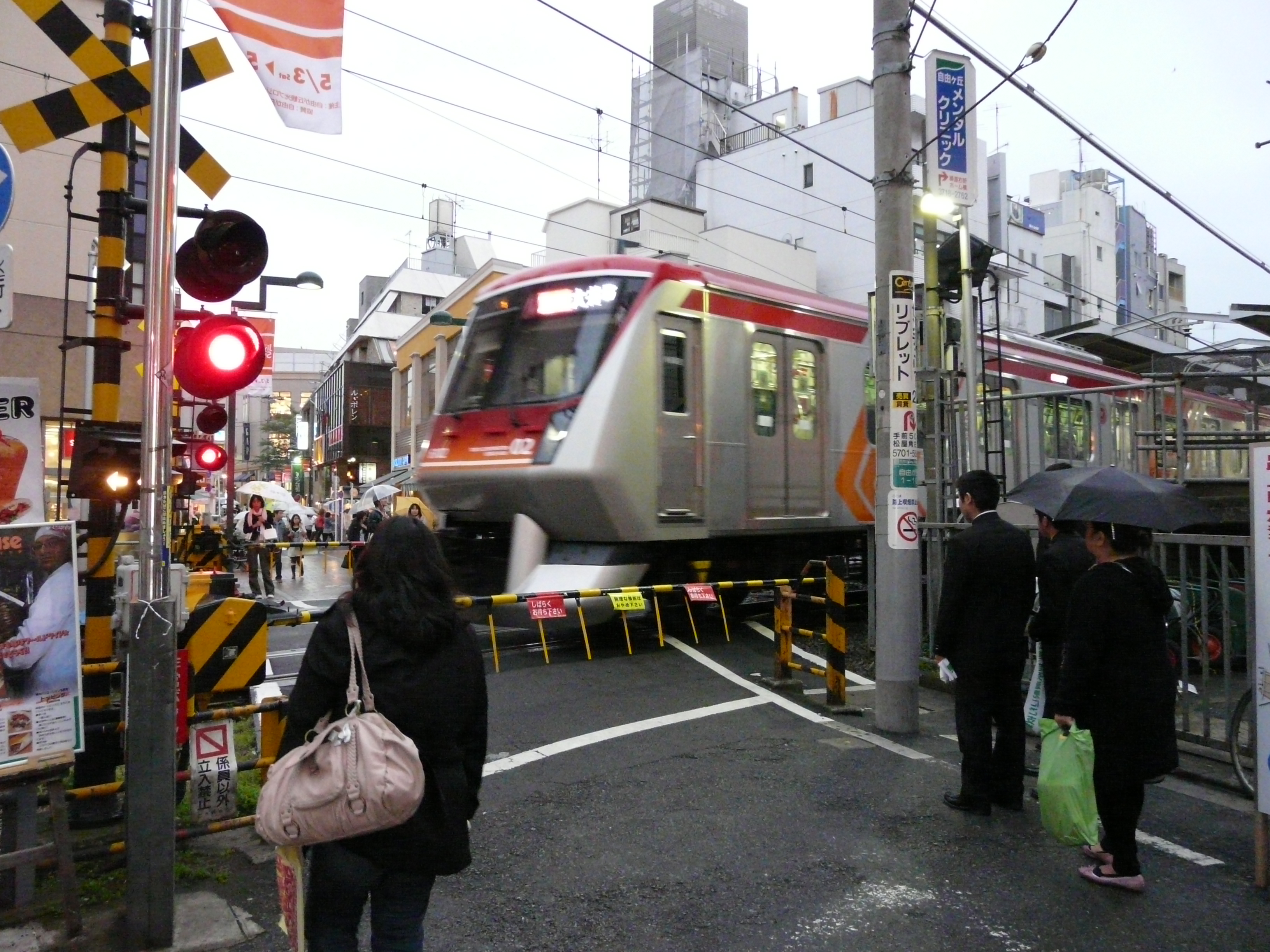
En järnvägsövergång i Tokyo av samma typ som den Makoto dagligen passerar på väg till och från skolan.

17-åriga Makoto Konno bor med familjen i Shitamachi-området i Tokyo (= centrala delen av staden) i Japan. Familjen består av mor, far och Makoto och Miyuki. De båda systrarnas (moster) Kazuko Yoshiyama arbetar som restauratör vid Tokyos nationalmuseum.
Det är sommar och varmt. Makoto och hennes två killkompisar Kōsuke och Chiaki spelar i princip dagligen baseboll i en park nära skolan, medan de ser fram emot augusti månads skollov. En dag upptäcker Makoto ett skrivet meddelande på svarta tavlan i engelskasalen i gymnasiet:
| ”                  | Time waits for no one | „ |
| – Okänd författare |                       |   |

Det är onsdag den 13 juli, årsdagen av införandet av den japanska standardtiden (13 juli 1886). På TV har de sagt att det är en na-i-su (engelska: nice, "trevlig") dag, baserat på en ordlek kring siffrorna i datumet. Samtidigt är det första dagen i Kanto-regionens firande av obon, minneshögtiden över avlidna släktingar.
Strax därefter råkar hon snubbla och falla på en mystisk "valnöt". På hemväg från skolan upptäcker hon att cykelbromsarna inte fungerar, när hon rullar utför en backe och mot en järnvägsövergång. Medan cykeln skenar passerar hon det mekaniska spelet över handelsgatan, det med dvärgar som slår på klockor prick klockan 15:59. Cykelfärden slutar med att hon krockar med ett tåg och dör. Eller inte … För precis då förflyttas hon några minuter tillbaka i tiden. En förbluffad Makoto går till sin "konstiga" moster Kazuko med alla sin frågor och får till svar att hon – liksom Kazuko tidigare i sitt liv – fått förmågan att "hoppa i tiden", det vill säga att genom ett hopp i rymden förflytta sig bakåt i tiden. Kazuko förklarar begreppet med det engelska time leap.
Makoto börjar dra nytta av sin nyvunna förmåga, mest för att lösa vardagens små problem med hem och skola. Hon lyckas både förbättra sina provresultat och förlänga en karaokeafton ett stort antal timmar. Tidshoppandet används också för att slippa från de tafatta kärleksförklaringarna från sin klasskompis och bästa vän Chiaki Mamiya. Hon upptäcker så småningom att hennes handlingar kan påverka andras liv negativt.
Till slut upptäcker Makoto en tatuering i form av siffror på sin ena arm. Tatueringen förändrar sig regelbundet, och Makoto sluter sig genom "nedräkningen" till att hon bara kan tidshoppa ett visst antal gånger. Hon använder nu de återstående tidshoppen för att försöka hjälpa andra. Hon utnyttjar dock sitt sista tidshopp för att undvika ett telefonsamtal från Chiaki där han frågar om hon känner till tidshoppande. Makotos impulshandling kommer att få konsekvenser …

### Rollfigurer
Familjen
- Makoto Konno (紺野真琴, Konno Makoto; japansk röst: Riisa Naka) ♀, 17 år

En tonårstjej med skinn på näsan. Fast hon är inte alltid bäst i klassen på proven och har svårt att komma i tid till lektionen. Hon är lite av pojkflicka och spelar efter skolan ofta baseboll med sina två killkompisar i en park nära skolan. En dag blir hon inblandad i en incident i skolans kemilabb, vilket leder till att hon upptäcker att hon kan hoppa i tiden.
- Miyuki Konno (Yuki Sekido) ♀

Makotos lillasyster. Hon tycker om att äta efterrättspudding och får lov att ta storasysters förpackningen, eftersom mor och far sagt att Makoto inte ätit upp sin. Hon bryr sig om sin storasyster, även om hon inte alltid begriper sig på henne. Systrarna delar rum, och Miyuki har vid mer än ett tillfälle fått påminna sin syster om att stiga upp eftersom skolan börjar snart.
- Makotos far (Utawaka Katsura) och mor (Midori Ando) ♂+♀

De är inte vana att få se sin äldsta dotter uppe med tuppen.
- Kazuko Yoshiyama (芳山和子, Yoshiyama Kazuko; Sachie Hara) ♀

Makotos (moster). Hon arbetar som tavelrestauratör och är i släkten känd som "trollkäringen" (majō obasan). När Makoto upptäcker sin nya förmåga är det till Kazuko hon går för att be om råd.
Klassen
- Kōsuke Tsuda (津田功介, Tsuda Kōsuke; Mitsutaka Itakura) ♂, 17 år

Klasskompis till Makoto. Han är orädd och intelligent. Han har läshuvud och påminner gärna sina kompisar om vikten av att läsa på inför proven.
- Chiaki Mamiya (間宮千昭, Mamiya Chiaki, Takuya Ishida) ♂, 17 år

Klasskompis till Kōsuke och Makoto, en student som ganska nyligen flyttat hit och börjat i klassen. De tre tränar ofta baseboll ihop, i en park i närheten av skolan. Liksom Makoto är det lite si och så med studieintresset, men han har ett gott hjärta och hjälper gärna sina vänner.
- Yuri Hayakawa (Ayami Kakiuchi) ♀

Visar visst intresse för Chiaki och undrar vad klasskompisen Makoto tycker om honom.
- Sōjirō Takase (Yōji Matsuda) ♂

Klasskompis med tveksamt självförtroende som råkar befinna sig närmast Makoto under en frityrövning i hemkunskapen.
Övriga
- Tre studentskor i årskursen under Makoto (Nagisa Adaniya, Mami Tokuyama, Sayaka Yoshida) ♀+♀+♀

Två av de tre väninnorna gör sitt bästa för att få den tredje, en blyg och fjär flicka, att avslöja sitt intresse för Kōsuke.
Källor: 
| Toki o kakeru shōjo blev en framgång för regissören Mamoru Hosoda (vänster), som senare kommit med Summer Wars och Vargbarnen. För filmens figurdesign svarade Yoshiyuki Sadamoto (höger), en av grundarna av Studio Gainax. |  | Toki o kakeru shōjo blev en framgång för regissören Mamoru Hosoda (vänster), som senare kommit med Summer Wars och Vargbarnen. För filmens figurdesign svarade Yoshiyuki Sadamoto (höger), en av grundarna av Studio Gainax. |
| Toki o kakeru shōjo blev en framgång för regissören Mamoru Hosoda (vänster), som senare kommit med Summer Wars och Vargbarnen. För filmens figurdesign svarade Yoshiyuki Sadamoto (höger), en av grundarna av Studio Gainax. |  | |

## Produktion

### Produktionsfakta
- Regi: Mamoru Hosoda
- Figurdesign: Yoshiyuki Sadamoto
- Scenografi: Nizo Yamamoto
- Manus: Satoko Okudera
  - Originalhistoria: Yasutaka Tsutsui
- Musik: Kiyoshi Yoshida
- Animation: Madhouse
- Ledmotiv: "Garnet", sjungen av Hanako Oku
- Spellängd: 100 minutes
- Premiär:  15 juli 2006

### Produktionsbakgrund
Filmen baserar sig på grundkonceptet i en bok av Yasutaka Tsutsui, en av Japans mest framgångsrika science fiction-författare. Boken, som gavs ut 1967, hade före Hosodas fria filmatisering aldrig varit utgångspunkt för en animerad film. Däremot har boken givit upphov till en mängd andra TV- och filmbearbetningar. Dessa är:
- 1972 – Time Traveler. TV-serie (shōnendrama) på NHK, 1 januari–5 februari 1972, fem halvtimmesavsnitt, i regi av Kazuya Satō.
- 1972 – Zoku Time Traveler. TV-serie (shōnendrama) på NHK, 4 november–2 december 1972, fyra kvartslånga avsnitt, en serie med karaktär av kamp.
- 1983 – Toki o kakeru shōjo. Långfilm, med premiär 16 juli 1983, i regi av Nobuhiko Obayashi, en uppmärksammad ungdomsfilm.
- 1985 – Toki o kakeru shōjo. TV-serie (av "getsuyō drama land"-typ) på Fuji TV, 4 november 1985, i regi av Masaru Takahashi.
- 1994 – Toki o kakeru shōjo. TV-serie (av "boku tachi no drama"-typ) på Fuji TV, 14 februari–19 mars 1994, fem avsnitt, i regi av Masayuki Ochiai och Yūichi Satō, med musik av Joe Hisaishi och där Tsutsui själv spelar rollen som ansvarig för det lokala templet.
- 1997 – Toki o kakeru shōjo. Långfilm, i regi av Haruki Kadokawa, en film som har handlingen placerad i mitten av 1960-talet.
- 2002 – Toki o kakeru shōjo. TV-serie (TBS, "Morning Musume Shinsun I LOVE stories"), 2 januari 2002, i regi av Kazuhiro Onohara.
- 2010 – Toki o kakeru shōjo. Långfilm, i regi av Masaaki Taniguchi, distribuerad internationellt som The Time Traveller: The Girl Who Leapt Through Time.

## Distribution och mottagande

### Distribution
Toki o kakeru shōjo gick upp på ett begränsat antal biografer i Japan och sålde biljetter för cirka 300 miljoner yen (25 miljoner kronor). Filmen omgavs med en relativt begränsad annonsering, och intresset för filmen spreds mestadels ryktesvägen och via positiva recensioner. Bland annat hade Theatre Shinjuku (en av de kvarvarande singelsalongsbiograferna i centrala Tokyo) ett tag fullt hus på sina visningar. Detta föranledde distributören Kadokawa att låta sätta upp filmen på fler biografer och att lansera filmen för visningar på internationella filmfestivaler.
November 2006 nådde filmen, under titeln The Girl Who Leapt Through Time, filmfestivalen i kanadensiska Waterloo. Mars 2007 visades den på den internationella barnfilmsfestivalen i New York, och under året nådde den även vissa "vanliga" biografer i Los Angeles, Seattle, New York och Boston. Den visades omväxlande i textad och engelskdubbad version.
2008 visades den på den internationella filmfestivalen i brittiska Leeds. Filmen har också visats i ett antal andra europeiska länder, inklusive Spanien (i både spansk och katalansk översättning), Frankrike, Tyskland och Ryssland. Därefter har den släppts på DVD och i många fall även på Blu-ray.

### Premiärer/media (urval)
Filmen har visats på bio eller kommit ut på DVD eller BD i flera olika länder/videomarknader. Här listas ett urval.
- Japan – 時をかける少女 (Toki o kakeru shōjo, bio: 15 juli 2006)
- Sydkorea 시간을 달리는 소녀 (Sigan-eul dallineun sonyeo, Busans internationella filmfestival: 14 oktober 2006, bio: 14 juni 2007)
- Italien – La ragazza che saltava nel tempo (Future Film Festival: 19 januari 2007)
- USA – The Girl Who Leapt Through Time (New York International Children's Film Festival: 3 mars 2007)
- Taiwan – 跳躍吧！時空少女 (Tiàoyuè ba! Shíkōng shàonǚ, 24 november 2010)
- Singapore – 穿越时空的少女 (Chuānyuè shíkōng de shàonǚ, 21 juni 2007)
- Frankrike – La traversée du temps (bio: 4 juli 2007, DVD: 2008)
- Tyskland – Das Mädchen, das durch die Zeit sprang (Fantasy Filmfest: 28 juli 2007, DVD: 28 september 2007, Blu-ray: 25 juni 2010)
- Hongkong – 穿越時空的少女 (Tiàoyuè ba! Shíkōng shàonǚ, 23 augusti 2007)
- Polen – O dziewczynie skaczącej przez czas (DVD: 18 oktober 2007)
- Ryssland – Девочка, покорившая время (Djevotjka, pokorivsjaja vremja, DVD: 25 februari 2008)
- Storbritannien – The Girl Who Leapt Through Time (Sci-Fi London: 3 maj 2008)
- Belgien – La traversée du temps (bio: 11 juni 2008)
- Australien – The Girl Who Leapt Through Time (Reel Anime Festival: 3 juli 2008)
- Ungern – Az idő fölött járó lány (Örökmozgó Filmmúzeum: 10 februari 2010)
- Spanien – La chica que saltaba a través del tiempo (DVD: 24 november 2010) (spanska)
- Spanien – La noia que saltava a través del temps (DVD: 24 november 2010) (katalanska)

Källor: 

### Mottagande
Toki o kakeru shōjo fick ett mestadels positivt mottagande från kritikerkåren. Den nådde en 87-procentig godkännandegrad hos recensionsaggretatorn Rotten Tomatoes, baserat 15 recensioner. Där var samlingsbedömningen:
| ”                 | En fantasifull, tänkvärd och engagerande film med en mycket effektiv visuell formgivning. Den dramakomedin om att växa upp har en infallsrikedom som få. | „ |
| – Rotten Tomatoes | |   |

Justin Sevakis på Anime News Network hyllade filmen för dess "absoluta magi". Han kommenterade också att filmen hade mer gemensamt med de bästa av shōjomanga än andra av Tsutsuis verk som exempelvis Paprika. Ty Burr på The Boston Globe rosade filmens visuella rikedom och rytm, och han jämförde den dessutom med Studio Ghiblis produktioner. Recensenten Nick Pinkerton på The Village Voice påpekade:
| ”                                   | Bara ett skickligt filmhantverk kan vidmakthålla känslan av somrig lättja genom några få noggrant valda teman: basebollövningarna på tre man hand, upptornande sommarmoln och händelsefattiga klassrumscener. | „ |
| – Nick Pinkerton, The Village Voice | |   |

Yasutaka Tsutsui, som skrev bokförlagan, rosade den kommande filmen som en värdig fortsättning på hans bok, vid ett framförande på Tokyo International Anime Fair mars 2006.

### Utmärkelser
| År   | Pris                     | Kategori                       | Vinnare/Nominerad                     | Resultat  | Not    |
| ---- | ------------------------ | ------------------------------ | ------------------------------------- | --------- | ------ |
| 2006 | Filmfestivalen i Sitges  | Bästa animerade film           | Toki o kakeru shōjo                   | Vann      | [ 20 ] |
| 2006 | Nihon SF Taisho-priset   | Stora priset                   | Toki o kakeru shōjo                   | Nominerad | [ 21 ] |
| 2007 | Japanska filmakademin    | Årets animerade film           | Toki o kakeru shōjo                   | Vann      | [ 22 ] |
| 2007 | Tokyo Anime Awards       | Årets animation                | Toki o kakeru shōjo                   | Vann      | [ 23 ] |
| 2007 | Tokyo Anime Awards       | Regissörspriset                | Mamoru Hosoda                         | Vann      | [ 23 ] |
| 2007 | Tokyo Anime Awards       | Bästa originalberättelse/-verk | Toki o kakeru shōjo: Yasutaka Tsutsui | Vann      | [ 23 ] |
| 2007 | Tokyo Anime Awards       | Manuspriset                    | Satoko Okudera                        | Vann      | [ 23 ] |
| 2007 | Tokyo Anime Awards       | Scenografiska insatser         | Nizo Yamamoto                         | Vann      | [ 23 ] |
| 2007 | Tokyo Anime Awards       | Figurdesignpriset              | Yoshiyuki Sadamoto                    | Vann      | [ 23 ] |
| 2009 | 30:e Young Artist Awards | Bäst insats, röstskådespelare  | Emily Hirst                           | Vann      | [ 24 ] |

Filmen vann Animation Grand Award, för årets mest underhållande animerade film, vid de prestigefyllda 61:a Mainichi-filmprisutdelningarna. Den mottog även Stora priset inom animation vid 2006 års Japan Media Arts Festival. Den vann även Specialdistinktionen för långfilmer vid 2007 års upplaga av franska Annecys internationella festival för animerad film.

## Filmmusik
All musik av Kiyoshi Yoshida, utom där annat nämns. Piano spelades av Haruki Mino.
1. "Natsuzora" (öppningstema)
2. "Sketch"
3. "Aria (Goldberg hensoukyoku yori)" ("Goldberg-variationer" av Bach)
4. "Karakuri tokei" ('Tidshopp')
5. "Shoujo no fuan"
6. "Sketch" (lång version)
7. "Daylife"
8. "Daiichi hensoukyoku (Goldberg hensoukyoku yori)" (Variation 1 av "Goldberg Variations" av Bach)
9. "Mirai no kioku"
10. "Seijaku"
11. "Kawaranai mono" (stråkversion) (Hanako Oku)
12. "Natsuzora" (avslutningstema)
13. "Karakuri tokei" (lång version)
14. "Natsuzora" (lång version)
15. "Garnet" (Yokokuhen)" (kortversion) (Hanako Oku)

Filmens ledmotiv är "Garnet" (japanska: ガーネット?, Gānetto), och sekundärt ledmotiv är "Kawaranai mono" (japanska: 変わらないもの, 'Göra saker ogjorda'?). Båda sångerna skrevs, komponerades och framfördes av singer-songwritern Hanako Oku.

## Manga
Filmen bearbetades även till en manga, tecknad av Ranmaru Kotone. Den publicerades som följetong i tidningen Shōnen Ace några månader före filmens biopremiär. Mangan översattes 2009 till engelska och gavs ut av australiska Madman Entertainment. Historien i mangan följer i stort filmens berättelse men innehåller även några scener med Kazoku Yoshima från Tsutsuis bok.